# Fejes András (pszichológus)
Fejes András (Gyöngyös, 1946. március 12. – Gyöngyös, 2020. április 15.)  klinikai szakpszichológus, pszichoterapeuta, parasportoló, Magyarország első paralimpiai érmese.

## Sportpályafutása
Szülővárosában végezte általános és középiskolai tanulmányait kiváló diákként és nagy sikerekre esélyes sportolóként. Évtizedekig tartotta az országos serdülő kalapácsvető csúcsot, de kipróbálta magát síelésben is.
17 évesen balesetet szenvedett, azóta kerekesszékes. Az ausztriai rehabilitáció során ismerkedett meg a mozgássérültek sportjával, és mozgássérültként tovább sportolt. Első eredményeit négytusában és asztaliteniszben szerezte, 1966-ban négytusában Európa-bajnok, asztaliteniszben Európa-bajnoki ezüstérmes; majd a világbajnokságon harmadik helyezést szerzett. 1967-ben a Bécsben megrendezett Európa-bajnokságnak megfelelő versenyen asztalitenisz egyéniben Európa-bajnok; majd ugyanebben az évben az angliai Aylesbury-Bucksban megrendezett világbajnokságon egyéniben és svájci társával párosban is győzni tudott. 1969-ben megismételte két évvel ezelőtti sikereit, mind egyéniben, mind német társával párosban két Európa-bajnoki címet gyűjtött be Bécsben. Az 1970-ben Aylesbury-ben rendezett világbajnokságon asztaliteniszben bronzérmes lett, majd új sportágban mutatkozott be, kerekesszék szlalomban is harmadik lett. 1971 júniusában rendezték az első nemzetközi versenyt mozgáskorlátozottak számára hazánkban, melyen asztaliteniszben ezüstérmes lett; ezen kívül a szervezők munkáját is segítette. Az 1971-es bécsi Európa-bajnokságon egyéniben bronzérmet, párosban aranyérmet szerzett. Az 1968-as izraeli paralimpiára még nem tudott kijutni, de 1972-ben Heidelbergben megszerezte hazánk első paralimpiai érmét (Ekkor még saját költségen, állami támogatás nélkül tudott csak kijutni a világversenyekre). 1973-ban a bécsi Európa-bajnokságon tovább gyarapította éremkollekcióját: asztalitenisz egyéniben, súlylökésben és 60 méteres kerekesszékes hajtásban bronzérmet, asztalitenisz párosban új partnerével ezüstérmet szerzett. 1975-ben a Strebersdorfban rendezett EB-n asztalitenisz egyéniben és párosban, valamint súlylökésben harmadik helyezést ért el.
Az 1970-es években a világ legjobb parasportolói közé tartozott. Hatszor nyert Európa-bajnokságot, kétszeres világbajnok. 
A nyugat-európai mozgássérült sportélet tapasztalatain felbuzdulva 1970-ben részt vett a Halassy Olivérről elnevezett budapesti sportegyesület megalapításában.

## Szakmai életútja
1973 novemberében végzett az ELTE pszichológia szakán „summa cum laude” eredménnyel, 1978-ban kandidátusi tudományos fokozatot szerzett. Szakmai tevékenysége elsősorban – Európában úttörőként – a testi sérült emberek összetett lélektani nehézségeinek feltérképezésére és csökkentésére, a társadalmi újra beilleszkedés problémájának tisztázására irányult. E témákban magyar, német, orosz, angol, román és dán nyelven nyolc könyve, és több mint 200 szakközleménye, referátuma jelent meg. Tíz éven át volt az ENSZ képviselettel is rendelkező Nemzetközi Rokkantszövetség (FIMITIC) elnökségi tagja.
Dr. Fejes András Gyöngyös Város Barátainak Köre alapító tagja. 2014-ben sportpályafutásának ereklyéit és tudományos publikációt, kitüntetéseit szülővárosának ajándékozta.
Más módokon is igyekezett segíteni mozgáskorlátozott emberek életét, az 1960-as években például elkészített egy eszközt, amely a bénult karú emberek számára lehetővé tette a gépírást, illetve az akkoriban használt telefonközpont kezelését is. Lelkes autóvezetőként a mozgássérültek gépkocsival való önálló közlekedésének segítése érdekében több cikket is írt.

## Díjai, elismerései
- „Gyöngyösért” érdemjelvény” (1968)
- Jó tanuló-jó sportoló. Örökös Vándordíj ELTE (1971)
- Semmelweis díj (1974)
- Munka érdemrend arany fokozata (1985)
- FIMITIC érdemérem (1986)
- Vezekényi díj (2000)
- Csik Ferenc díj (2001)
- Paralimpiai Érdemérem (2002)Az érdemérem adományozásának időpontjában az érvényben lévő sporttörvény számára nem adja meg a paralimpiai járadék folyósításának lehetőségét.
- „Pro Civitate” – Gyöngyös város díszpolgára (2003)
- Vas Imre emlékérem (2005)
- Certificate of Appreciation, IPC (2006)
- Olimpiai Akadémiai Érem (2006)
- A gyöngyösi Dr. Fejes András Sport- és Rendezvénycsarnok névadója (2015)
- Magyar Arany Érdemkereszt (2018)

## Bibliográfia
- A baleseti gerincsérültek jelentősebb pszichológiai problémái (1973)
- Gerincsérültek rehabilitációs pszichológiája (1975, 1981)
- Testi sérültek szexualitása (1994)
- Nyíltan, vagy zárkózottan? Válogatott rehabilitációs lélektani tanulmányok; SZMA, Bp., (1997) (A Szociális Munka Alapítvány kiadványai)
- Magánélet kerekesszékben; Labora, Bp., (1998) (Szociális segítő. Mozgássérültek)
- A megjelölt ember - Rehabilitációs lélektani írások; Tudomány Kiadó, Budapest (2017)

## Róla
- Bajnai Teréz-Kürti András: Nagy visszatérések (Sportkiadó, 1983, ISBN 9632535855)

## Magánélete
Felesége Kriszten Éva gyermekorvos, akivel 1976 tavaszán kötött házasságot.

## Emlékezete
2023 októberében Gyöngyös város önkormányzata Dr. Fejes András özvegyének felajánlásának kamataiból megalapította a Dr. Fejes András díjat, amelyet minden évben egy-egy általános iskolai és egy középiskolai tanuló kapja, aki a város lakója és tanulmányi átlaga legalább 4.5. A díjazottat 100 000 Ft jutalom illeti, a díjat minden év szeptemberében adják át.